# والاس ایتن
والاس ایتن (انگلیسی: Wallas Eaton؛ ۱۸ فوریهٔ ۱۹۱۷ – ۳ نوامبر ۱۹۹۵) بازیگر اهل بریتانیا بود.
از فیلم‌ها یا مجموعه‌های تلویزیونی که وی در آن‌ها نقش داشته‌است، می‌توان به ای مرد خوش‌شانس!، آخرین موج، بازرس کلوزو، ایزادورا و این زندگی ورزشی اشاره نمود.